# Schoolreis
Een schoolreis (vaak: schoolreisje) is een buitenschoolse activiteit van een basisschool of secundair onderwijs en wordt meestal eenmaal per jaar georganiseerd.

## Doel
Het doel van schoolreizen kan verschillen. Over het algemeen wil men de leerlingen leren om van huis te zijn om zodoende de zelfstandigheid, weerbaarheid en het wereldbeeld te vergroten. Een ander doel is het elkaar leren kennen in een andere omgeving dan de school, zodat men meer en beter begrip voor elkaar kan opbrengen. Bovendien is het een goede gelegenheid voor de kinderen van de financieel wat minder bedeelde ouders om er ten minste een keer per jaar ook eens 'lekker uit' te zijn. Op sommige scholen mogen leerlingen echter niet mee als de ouders de vrijwillige jaarlijkse ouderbijdrage niet kunnen of willen betalen.

## Vormen
Met een schoolreis gaat de school met een aantal groepen of klassen naar bijvoorbeeld een pretpark, dierentuin of museum voor een hele dag. Het is voor de kinderen veelal een spannend uitje, waar lang naartoe geleefd wordt. Schoolreisjes van een dag worden doorgaans ook schooluitstapjes genoemd.
In de hoogste groepen of klassen van de basisschool wordt meestal een langere schoolreis, van een paar dagen tot een week, gevierd. Het kan bijvoorbeeld in de vorm van meerdaagse "bosklassen", "zeeklassen" of zelfs "sneeuwklassen", waar leren en ontspannen elkaar afwisselen. Vaak hebben schoolreizen leerzame thema's. Tijdens een (meerdaagse) schoolreis kunnen leerlingen een ontspannende wandeling maken door een bos of natuurgebied en tijdens die wandeling iets leren over de dieren en planten uit het bos. Hiernaast wordt ook aan sport gedaan voor de conditie van de leerlingen. Voorbeelden zijn fietsen, zwemmen, lopen, balsporten en wandelen. Een meerdaagse schoolreis wordt ook wel een 'werkweek', 'schoolkamp' of 'kampweek' genoemd. In sommige scholen wordt de schoolreis GWP (Geïntegreerde Werkperiode) of GWW (Geïntegreerde Werkweek) genoemd.
De schoolreizen worden meestal gedaan met behulp van busvervoer door speciaal ingehuurde bussen, hoewel deze soms ook met het openbaar vervoer of zelfs per fiets uitgevoerd worden. In het laatste geval dienen de leerlingen hun eigen fiets mee te nemen, soms kan dit ook met gehuurde fietsen. Bovendien is een schoolreis per fiets een goede manier voor de leerlingen om te leren fietsen in het verkeer, waarbij er aandacht is voor verkeersveiligheid (leerlingen of leerkrachten stoppen het autoverkeer bij oversteeksituaties).
Het is de bedoeling dat alle leerlingen meegaan op schoolreis, maar bij meerdaagse schoolreizen mogen leerlingen dit ook zelf beslissen. Bij schoolreisjes van één dag is men doorgaans verplicht om mee te gaan. Leerlingen die niet meegaan op (meerdaagse) schoolreis gaan naar school indien er (vervang)leerkrachten aanwezig zijn. Ze krijgen tijdens deze periode de gewone lessen, soms aangevuld met buitenschoolse activiteiten. Dit wordt in sommige scholen thuis-gwp of thuis-gww genoemd. Indien te weinig of geen opvang voorzien is op school mogen deze leerlingen thuisblijven.

## Voortgezet/secundair onderwijs
In het voortgezet of secundair onderwijs wordt de schoolreis eerder een "didactisch verantwoorde uitstap". Dit wordt meestal een excursie genoemd. Zo combineert men bijvoorbeeld een aardrijkskundige excursie naar een haven met een museumbezoek in de havenstad. Een geschiedenis-excursie kan bijvoorbeeld gaan naar een historisch museum waar dan vaak een speurtocht wordt gehouden zodat de leerlingen meer te weten kunnen komen over de collecties en die ook een goede aanvulling is op de leerstof. Deze speurtocht telt dan mee als een proefwerk en wordt met een cijfer beoordeeld. Schoolreizen in het secundair onderwijs zijn vooral gericht op zelfstandigheid van de leerlingen met aanvullende lessen van de reguliere schoolvakken, afgewisseld met ontspanning. 